# مقصف (أثاث)

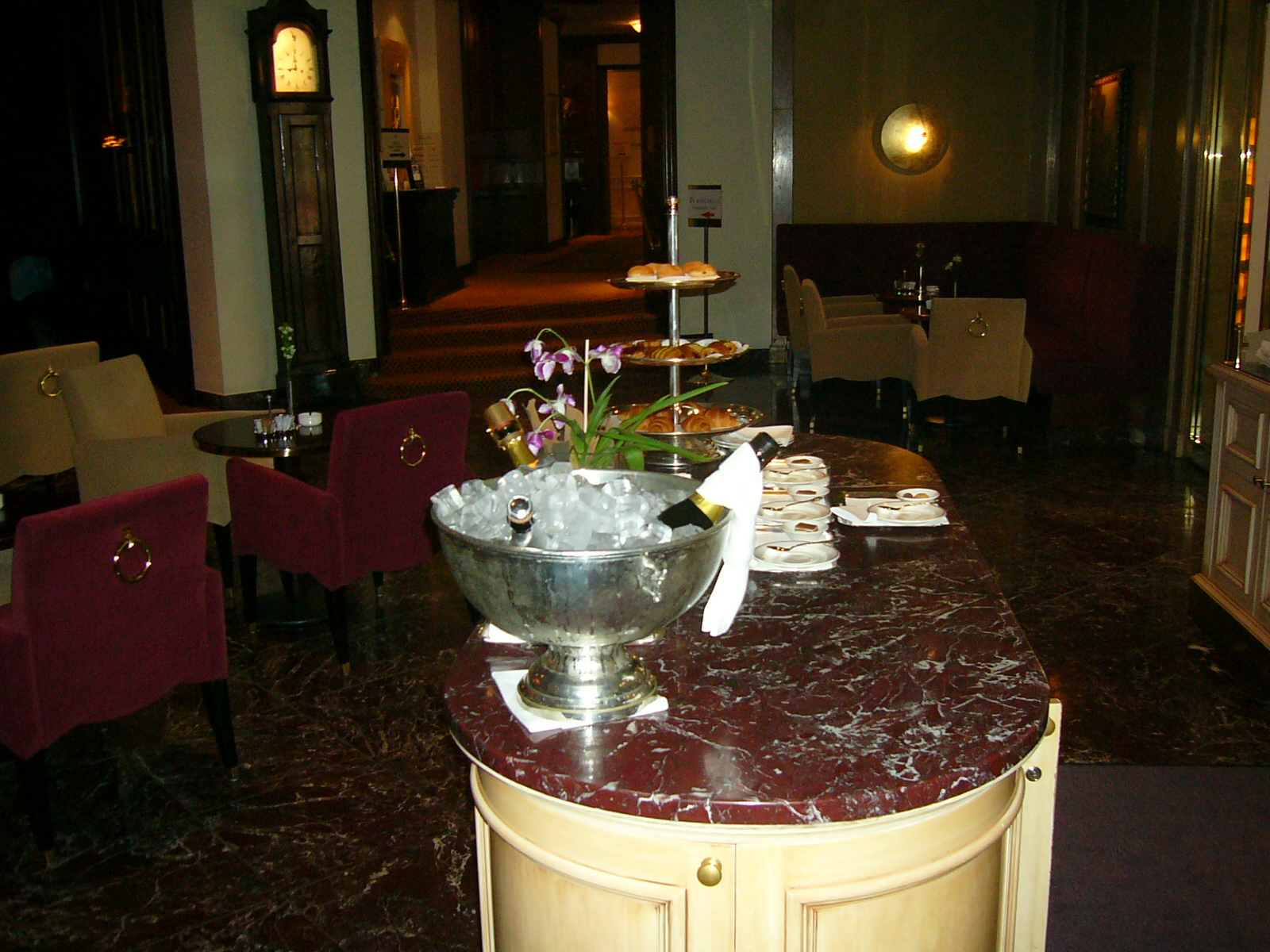
مقصف حديث.

صِوان السفرة أو المقصف (الجمع: مَقَاصِف) خِوان يستخدم في غُرَف الطَّعام لحفظ أَدوات المائدة، وقد يوضع عليه الطَّعام.